# Ledum macrophyllum
Ledum macrophyllum là một loài thực vật có hoa trong họ Thạch nam. Loài này được Tolm. mô tả khoa học đầu tiên năm 1953.